# The Sparrows and the Nightingales
"The Sparrows and the Nightingales" is de eerste single van de Duitse darkwaveband Wolfsheim uit 1991.

## Inhoud
De single met "It's All the Rage" als B-kant werd door Wolfsheim uitgebracht op 15 juli 1991 . Het nummer staat op hun debuutalbum No Happy View uit 1992. Het kreeg weinig airplay doch werd een klassieker in nachtclubs gebonden aan de subcultuur gothic. Commercieel werd het evenwel geen succes.
Behalve de veertiende plaats in de Duitse charts (een coverversie door dj Mark 'Oh), haalde het aanvankelijk geen enkele notering in Duitsland of de rest van Europa. Het nummer "The Sparrows and the Nightingales" (de mussen en de nachtegalen) werd geschreven door zanger Peter Heppner, de muziek op synthesizer werd verzorgd door Markus Reinhardt en Carlos Péron. De muziek creëert een wat griezelige sfeer naar analogie met de tekst over verloren lopen in het (jonge) leven. De tekst is daarom somber en neigt te willen confronteren. 
Op de hoes prijken een mus en een nachtegaal tegenover elkaar tegen een paarse achtergrond, waarbij de mus, die kennelijk de klaarlichte dag voorstelt, verduisterd wordt door de nacht of de nachtegaal. Heppner bezingt het moment waarop men een vaste stek verlaat en alleen achterblijft (een gevoel van onveiligheid na een gevoel van veiligheid). "The Sparrows and the Nightingales" lijkt te gaan over verloren lopen in het leven. en beschrijft hoe de (jonge) verteller niet weet waar zijn leven naartoe gaat, welk pad hij in het leven moet volgen, vaak met behulp van metaforische taal zoals de regel "Move in circles walk on lines, no human being in sight" ("In cirkels lopen en slappe koorden bewandelen, geen mens te bespeuren"). De verteller opent cynisch met: "How long have you been free in this world of hate and greed, is it black or is it white, let's find another compromise" (Hoe lang ben je al vrij in deze wereld vol haat en hebzucht, is het zwart of is het wit, laten we een andere overeenkomst sluiten). Ook opvallend is het metaforisch vers: "Remember that we both were young and reckless and so curious. Now you’re hiding from your child, a new day's dawning. Remember that you felt alive, sometimes..." (Onthoud dat we allebei jong en roekeloos waren en zo nieuwsgierig. Nu verstop je je voor je kind, een nieuwe dag breekt aan. Onthoud dat je je levend voelde, soms...).
Een zeer belangrijke steeds terugkerende regel is het einde van elke strofe, die de strofen overbrugt naar het refrein: "Where's the leader who leads me? I'm still waiting ... Leaving home [...]", met de nadruk op de wanhoop van de verteller, op zoek naar een persoon om hem te leiden en hem de weg te wijzen dat hij zichzelf niet kan vinden. "Move in circles, walk in lines, No human being in sight; Calm the winds and calm the seas, Let’s try another kind of peace; Who fights this holy civil war? A million men in uniform". Daarna wordt het nummer plots erg duister. Heppner zingt wederom Where's the leader who leads me, I'm still waiting [...] (Waar is de leider die mij leidt, ik wacht nog steeds [...]), maar dan in zijn moedertaal Duits ("Wo ist der Führer der mich führt, ich warte immer noch"). De frase werd door critici bestempeld als een kristalheldere verwijzing naar Adolf Hitler. Sinds de val van het nazistisch regime heeft de term "Führer" in Duitsland een zeer negatieve ondertoon, aangezien de term nog steeds met Hitler wordt geassocieerd. Bij het laatste couplet keert deze frase bovendien terug. Dat had als gevolg dat Reinhardt en Heppner het nummer inkortten bij optredens.

#### Refrein
Het refrein van "The Sparrows and the Nightingales" heeft een veranderend karakter. Heppner brengt lyrisch in feite vier verschillende versies en de middelste twee hoort men twee maal. Het refrein is religieus, alluderend op een godheid. De verteller is jong adolescent, is verdwaald en gaat op zoek naar spirituele antwoorden omdat hij in zijn aardse omgeving geen enkele manier of persoon kan vinden die zijn leven weer in de goede richting kan brengen. Heppner zingt Leaving home, and God is on your side, dividing sparrows from the nightingales; Watching all the time, dividing water from the burning fire inside. Deze hoort men slechts na de eerste strofe. Het refrein wordt steeds gevolgd door een elektronische stem die in het Engels de letter 'W' lijkt uit te spreken (allicht refererend aan de bandnaam).
Later brengt Heppner het refrein als; Leaving home, and God is on your side, dividing cruelty from tenderness; Watching all the time, dividing fiction from reality en Leaving home, and God is on your side, dividing presence from the history; Watching all the time, dividing deaf men from the listening ones. De tweede en derde versie komen dus twee maal aan bod, waarbij Reinhardt muzikaal vooral de derde heeft geaccentueerd. De verschillende regels die bij het refrein te horen zijn contrasteren sterk en lijken een onschuldige, positieve kant van de verteller als iets schijnbaar te weerspiegelen aan een veeleer negatieve, hulpeloze of zelfs gevaarlijkere ondertoon. De vierde versie van het refrein sluit het nummer af, waarbij de verteller opnieuw een sterk militaire metafoor gebruikt om zijn gevoelens te uiten, zoals de vermeende verwijzing naar het Derde Rijk. De versie is opvallend korter doordat ze geen instrumentale uitloper bevat (de elektronische 'W' en zang komen samen), waardoor het nummer abrupt eindigt: Leaving home, and God is on your side, dividing soldiers from the fishermen; Watching all the time, dividing warships from the ferryboats. Wat lijkt te doelen op het 'kaf van het koren scheiden' of een natuurlijke selectie. 
Het nummer toont een 'onomatopee spanning' tussen roofdier en veiligheid.— Markus Reinhardt van Wolfsheim 

## Rechtsebeïnvloeding
De regels tekst "Waar is de leider, wie leidt mij? / Waar is de leider die mij leidt?", door zanger Peter Heppner in het Engels en Duits tot uiting gebracht, veroorzaakte achteraf enige commotie. Sinds de publicatie van deze regels en in verband met de "Teutoonse" bandnaam Wolfsheim (waarvoor Heppner en Reinhardt de mosterd haalden bij de roman De grote Gatsby uit 1925) zijn ze vaak in de politieke rechterhoek geplaatst. Heppner zei alleen dat dergelijke beschuldigingen kwamen van critici die niets van hun "ware identiteit afwisten" en dat ze in geen geval tot de rechtse scene behoorden. De vertaling van "Who fights this holy civil war? A million men in uniform" ("Wie bestrijd deze heilige burgeroorlog? Een miljoen mannen gehuld in uniform") en de "Führerregel" in het Duits was bedoeld als een uithaal en zou moeten verwijzen naar de niet glorieuze rol van de Rooms-Katholieke Kerk ten tijde van het Derde Rijk.
In de zomer van 2016 beschreef Heppner op een vrij letterlijke manier het ontstaan en de inhoud van het nummer op zijn Facebookpagina als volgt: “Toen ik het lied schreef, was ik pas 18 of 19 jaar oud en was ik zeer intensief bezig met het onderwerp 'religie en samenleving'. Ik was de mening toegedaan dat je geen kerken nodig hebt die je moeten vertellen wat goed en fout is en geen leiders die je moet volgen, omdat eigenlijk iedereen het verschil kent tussen goed en slecht, of zoiets heeft een persoonlijke 'God' aan zijn zijde die de 'mussen van de nachtegalen' scheidt. In 2018 verklaarde Heppner ook dat hij vanaf het moment dat het nummer werd uitgebracht niet langer kon controleren wat mensen uit de tekst afleidden, hoe mensen het begrijpen of hoe ze "de schoen aantrekken". 

Hoe mensen het begrijpen, is niet mijn verantwoordelijkheid. Wat mensen ervan maken, is niet langer van mij, maar van hen.
— Peter Heppner, zanger van Wolfsheim.

## Radioversie
The Sparrows and the Nightingales kent een radioversie waarbij de intro en het laatste couplet met refrein, de vermeende referentie aan het Derde Rijk, werden weggelaten. Deze versie is iets meer dan drie minuten lang. 

## Cover
Het nummer werd gecoverd door de Duitse eurodance-dj Mark 'Oh in 1999.